# Wetzlalm
Die Wetzlalm (auch Wetzlalpe) ist eine Alm in der Gemeinde Bad Gastein im österreichischen Bundesland Salzburg.

## Lage und Charakteristik

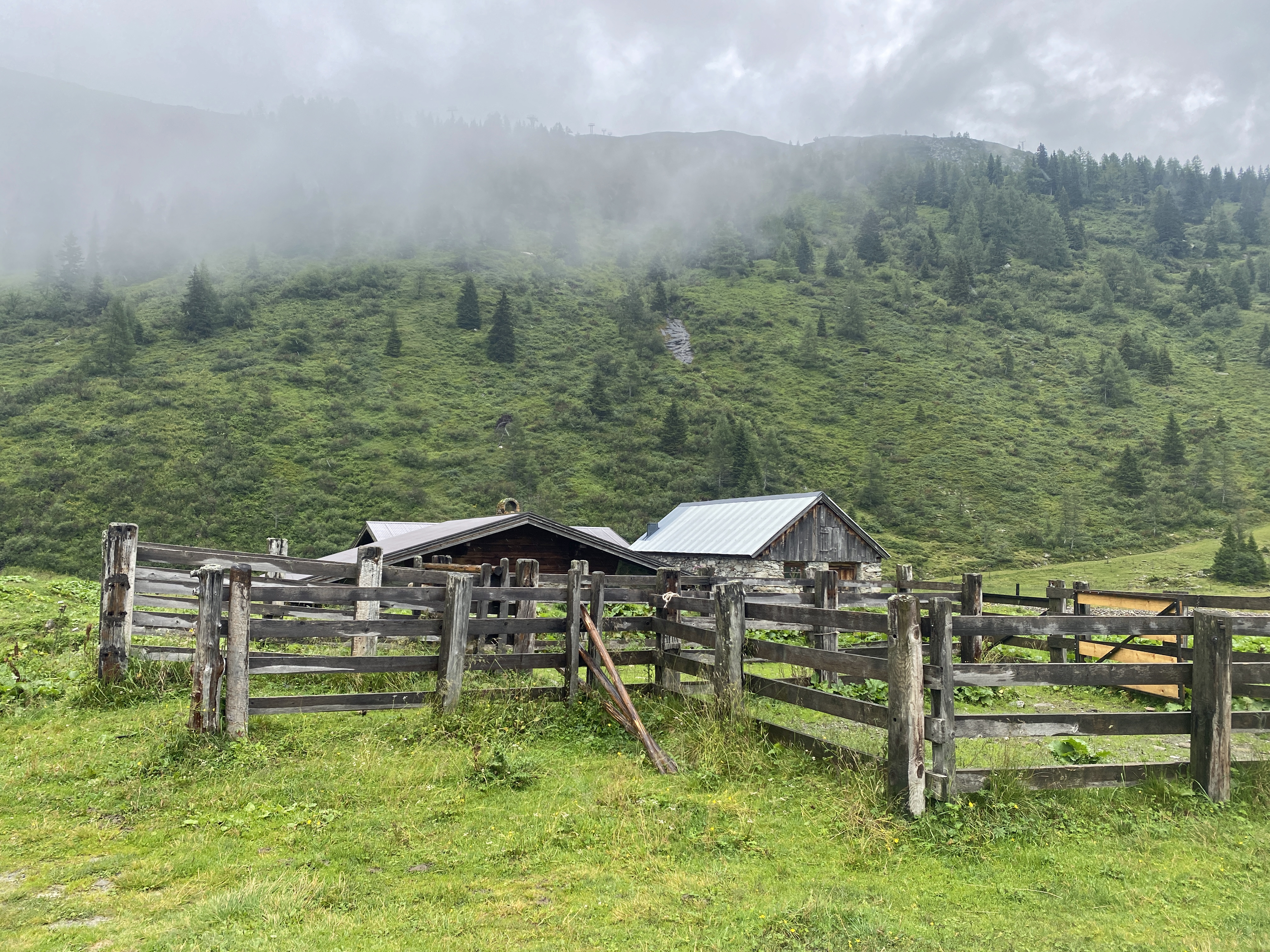
Almhütte der Wetzlalm

Die Wetzlalm befindet sich im Naßfelder Tal an den nordöstliches Ausläufern des Aperen Scharecks in der Goldberggruppe. Sie liegt in der Ortschaft Bad Gastein, in der Katastralgemeinde Böckstein und im Landschaftsschutzgebiet Gasteiner-Tal. Nordöstlich der Alm mündet der Siglitzbach in die Nassfelder Ache. An der Nassfelder Ache erstreckt sich ein Niedermoor. Eine Almhütte steht auf einer Höhe von 1581 m ü. A. Über die Wetzlalm führt der Weitwanderweg Rupertiweg. Östlich des Areals verläuft im Winter eine Schipiste, die über die Kabinenbahn der Goldbergbahn erschlossen ist.

## Geschichte
Die Wetzlalm gehörte zu den oberhalb des späteren Bahnhofs Bad Gastein gelegenen Wetzlgütern, die im Jahr 1427 erstmals genannt wurden. Im von 1823 bis 1830 erstellten Franziszeischen Kataster sind auf der Alm zwei unbenannte Gebäude verzeichnet.